# Schwalm (Hessen)
De Schwalm is een rivier in Hessen, Duitsland, die ontspringt in de Vogelsberg. 97 kilometer verderop mondt de Schwalm uit in de rivier de Eder.
De Schwalm-Eder-Kreis is mede naar deze rivier genoemd.

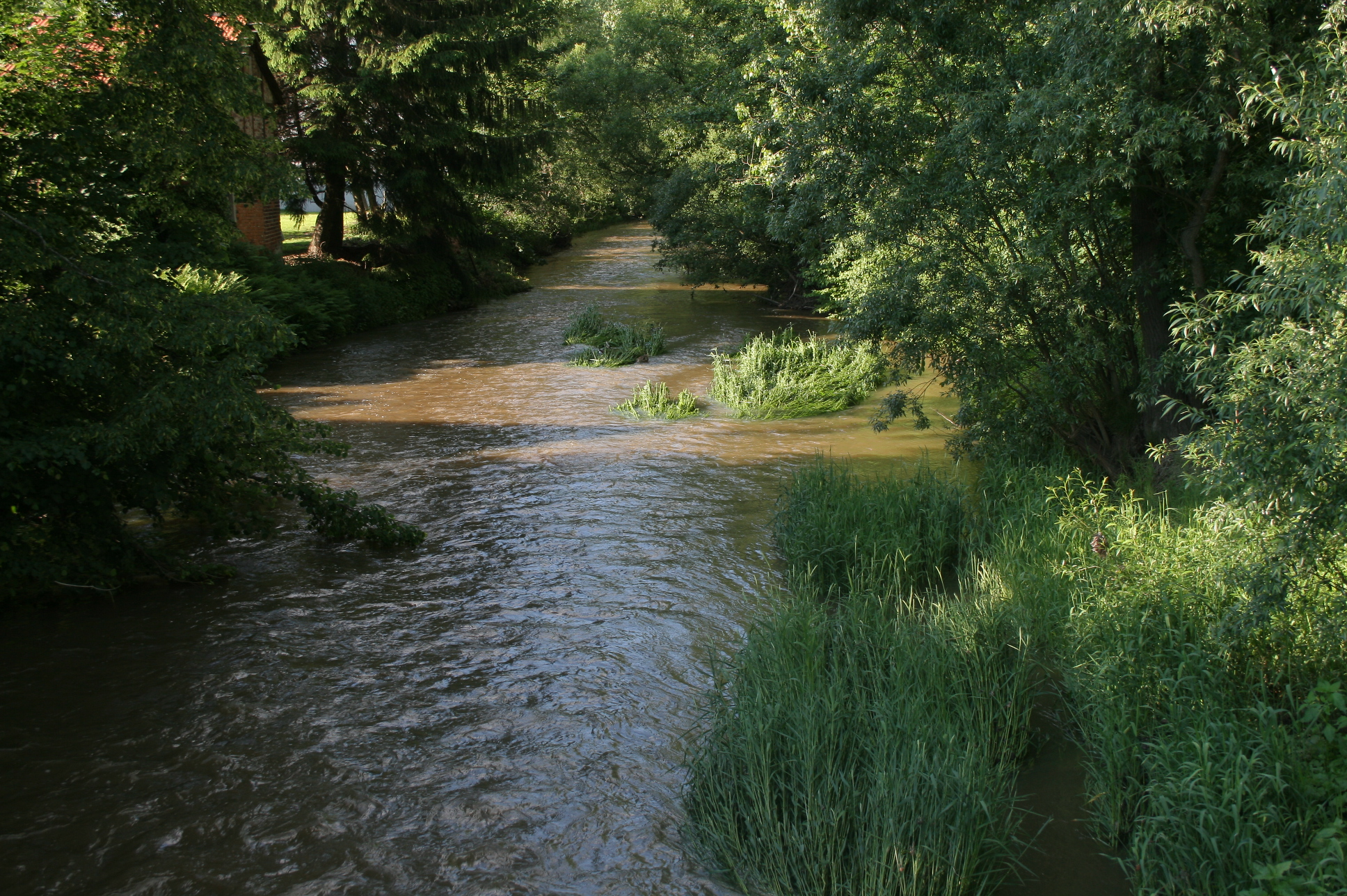
De Schwalm in Alsfeld
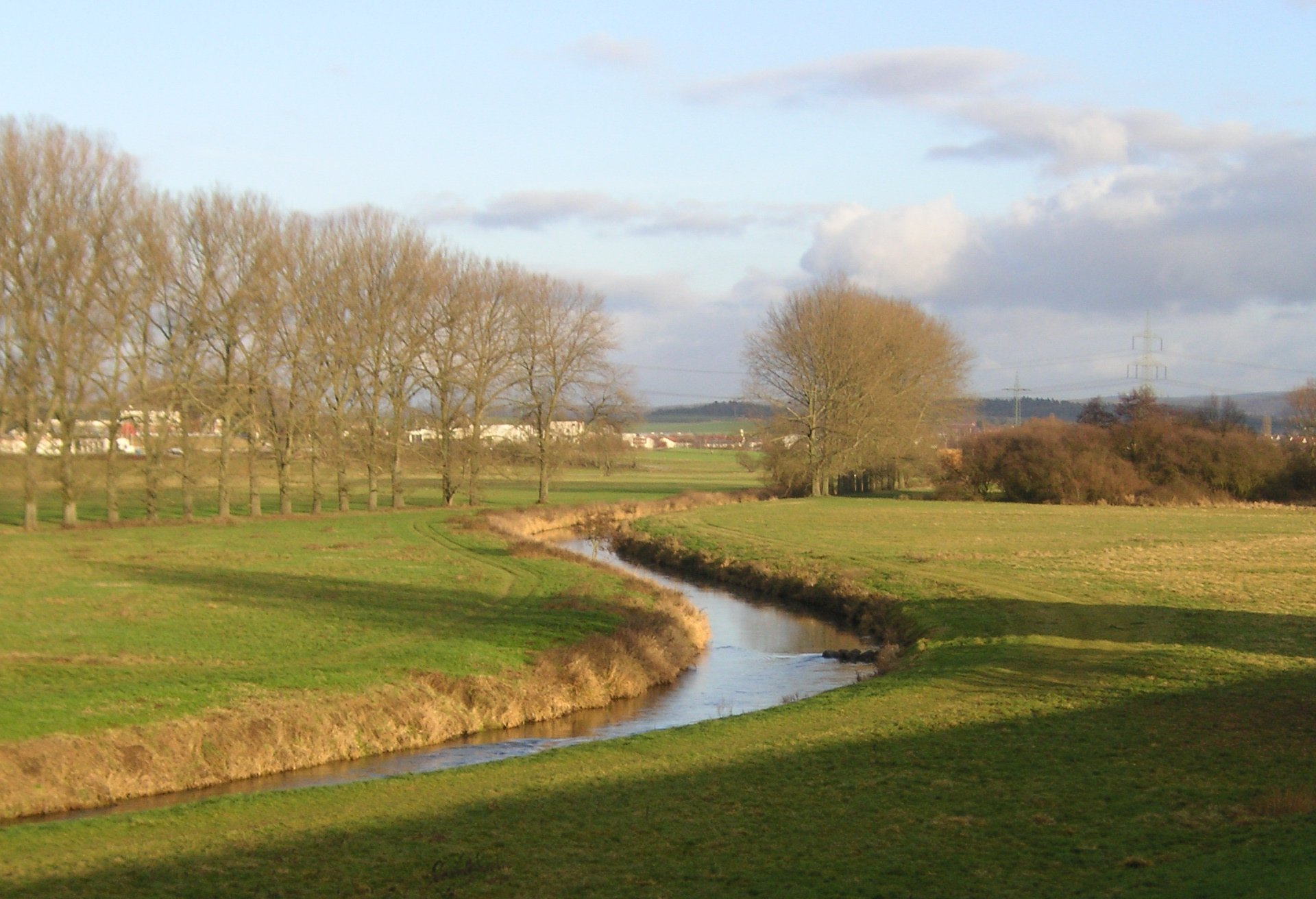
Schwalm im Schwalmstadt
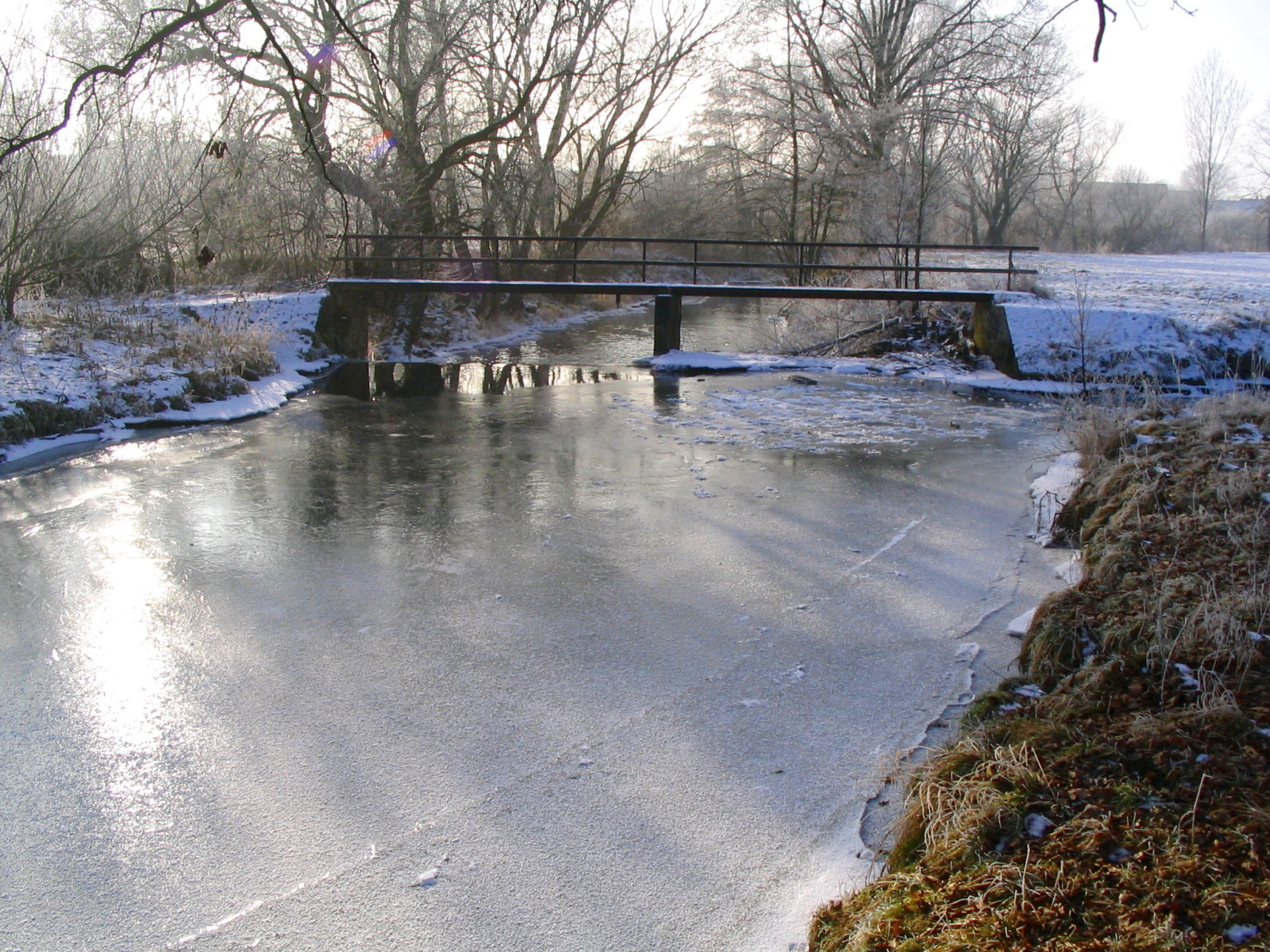
Schwalm bij Loshausen
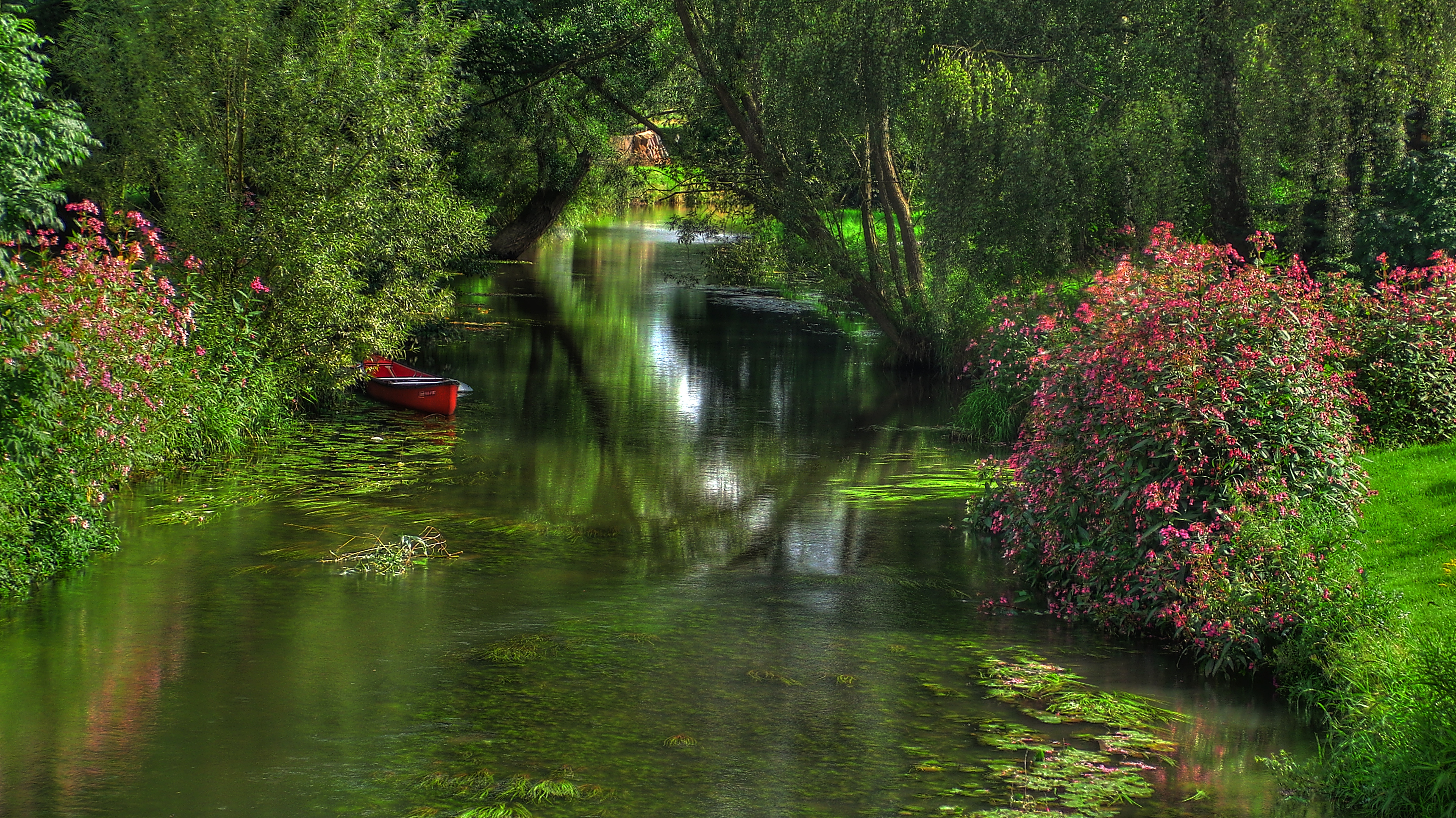
Schwalm bij Zella
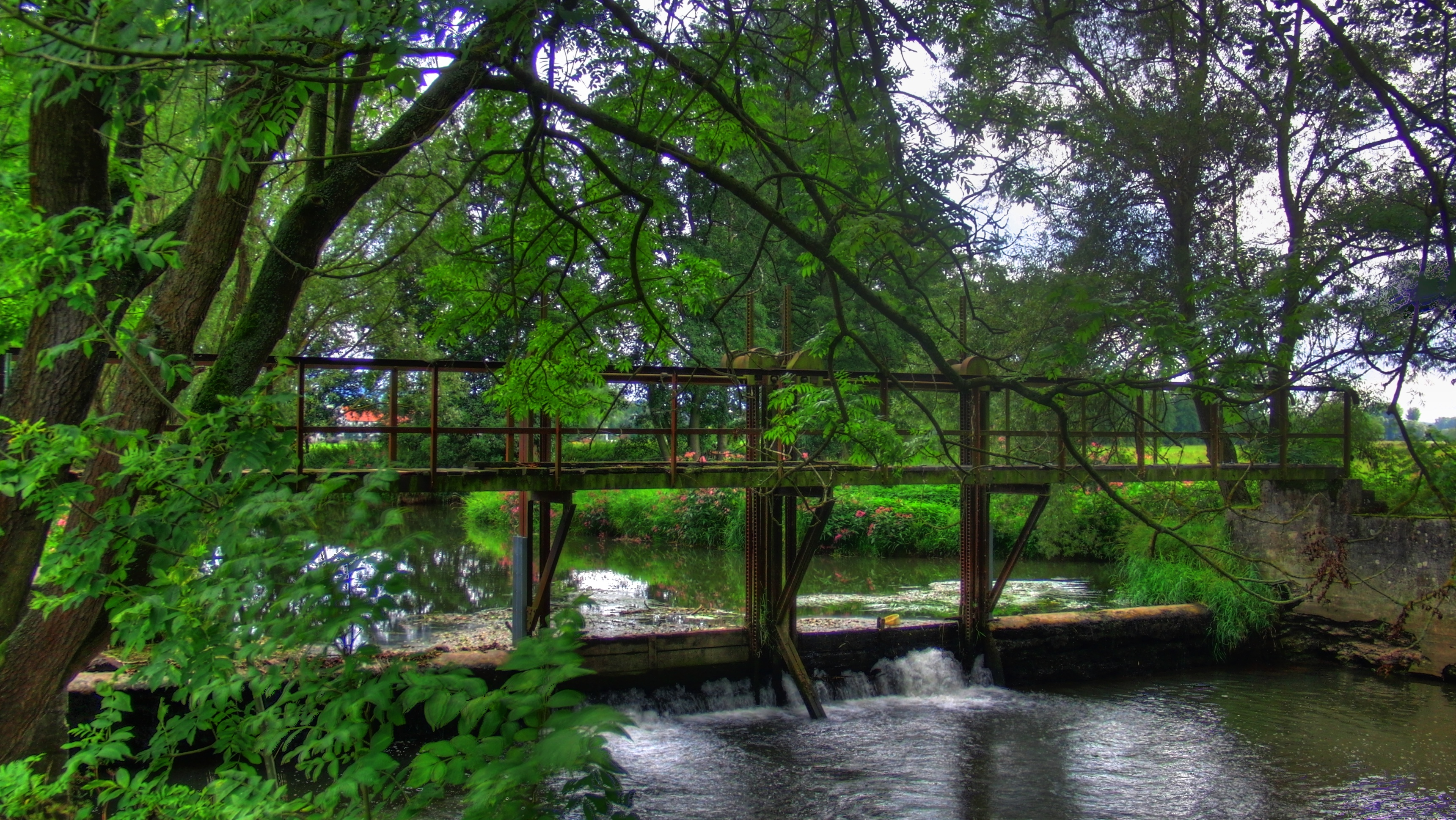
Schwalmweer

- Virtual International Authority File: 245641666